# Marguerite (cuisine)
Pour les articles homonymes, voir Marguerite.

Une marguerite est un ustensile de cuisine en plastique ou en métal qui permet de cuire à la vapeur douce en quelques minutes.
Elle s'ouvre et se ferme comme une fleur selon la taille du récipient.

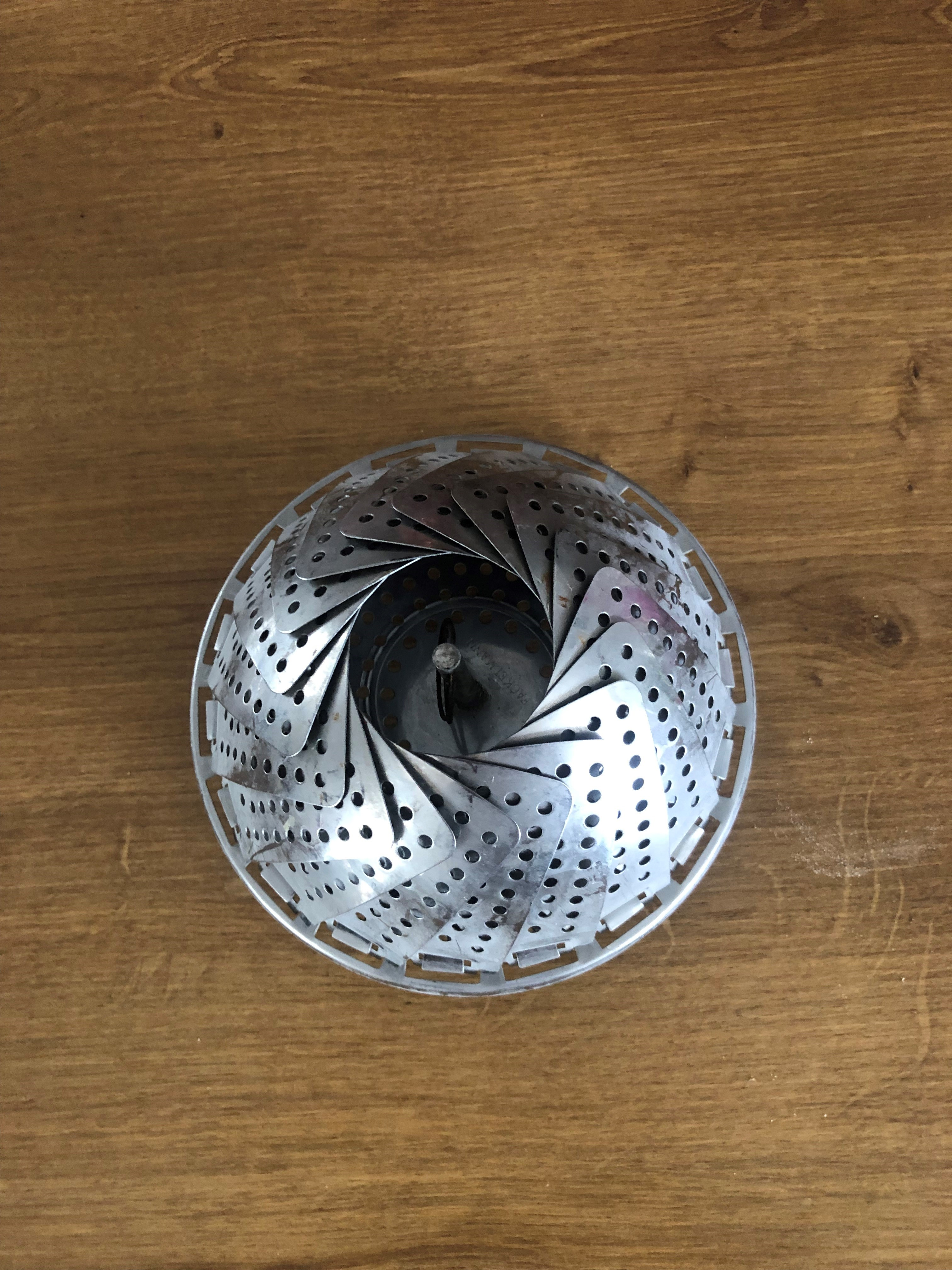
Marguerite de cuisine en position fermée
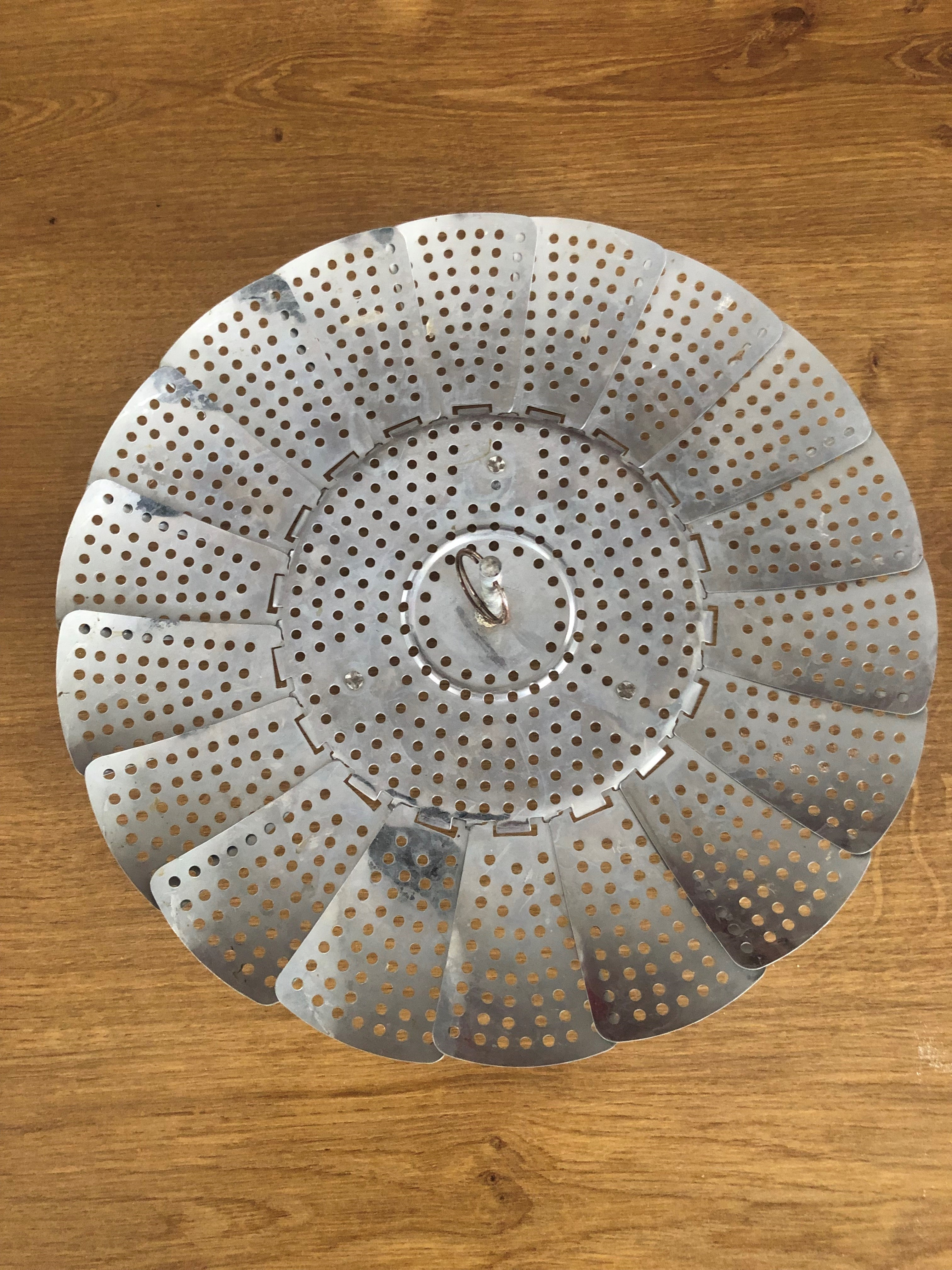
Marguerite de cuisine en position ouverte